# Odprto prvenstvo ZDA 1974
Odprto prvenstvo ZDA 1974 je teniški turnir za Grand Slam, ki je med 26. avgustom in 8. septembrom 1974 potekal v New Yorku.

## Moški posamično
Jimmy Connors :  Ken Rosewall, 6–1, 6–0, 6–1

## Ženske posamično
Billie Jean King :  Evonne Goolagong Cawley, 3–6, 6–3, 7–5

## Moške dvojice
Bob Lutz /  Stan Smith :  Patricio Cornejo /  Jaime Fillol, 6–3, 6–3

## Ženske  dvojice
Rosemary Casals /  Billie Jean King :  Françoise Dürr /  Betty Stöve, 7–6, 6–7, 6–4

## Mešane dvojice
Pam Teeguarden /  Geoff Masters :  Chris Evert /  Jimmy Connors, 6–1, 7–6